# 叙利亚城市列表

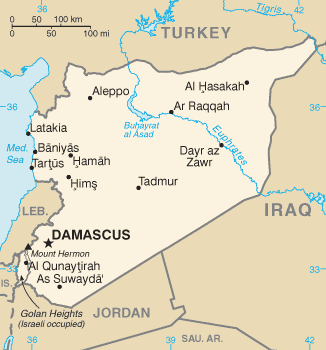
叙利亚大城市分布地图

叙利亚有14个省，现全国有84个城市，6432村/镇。
以下是该国人口最多的13个省会级城市：